# Bombus bellicosus
Bombus bellicosus (saknar svenskt namn) är en insekt i överfamiljen bin (Apoidea) och släktet humlor (Bombus) som lever i centrala Sydamerika.

## Beskrivning
Drottning och arbetare har svart ansikte, rödbrun, gulbrun eller rent gul, korthårig päls på mellankroppen, de tre främsta segmenten på bakkroppen svarta, och fjärde till sjätte bakkroppssegmenten gula till rödbruna. Vingarna är mörkbrunt halvgenomskinliga hos drottningen, ljusare hos arbetarna. De har ett violett skimmer i vissa vinklar. Hanen har brungultgrått till grått ansikte, de fyra främsta bakkroppssegmenten med blandat gul och svart päls, samt resten av bakkroppen brungul till gul. Bakkroppens undersida är normalt rödaktig till gul. Vingarna är ljusare än hos arbetarna. Färgteckningen hos drottningar och hanar är variabel, speciellt hos hanen. Storleksmässigt är drottningen ett stort bi, med en kroppslängd på upptill 25 mm och en framvingelängd kring 20 mm. Arbetarna är mindre, de största av dem kan bli stora som en liten drottning. Hanarna är upptill 16 mm långa, och med en framvingeländ kring 14 mm.

## Utbredning
Bombus bellicosus finns i Brasilien, Uruguay och Argentina söderut till Río Negro.

## Ekologi
Humlan förekommer i naturtyper med öppna gräsmarker. Arten är polylektisk, den flyger till blommande växter från flera familjer, omkring 20 stycken. Den har gått tillbaka kraftigt i norra Brasilien, troligtvis till följd av klimatförändringar (temperaturhöjning). Betydelsefullt i sammanhanget är att arten företer tecken på anpassning till ett tempererat klimat, bland annat sin vana att isolera boets larvceller med ett skyddande vaxlager. Det antas därför att Bombus bellicosus har svårare än många andra humlor i tropiska Sydamerika att anpassa sig till stigande temperaturer, och att populationen av denna anledning drar sig söderut. Andra hot mot arten är byggnation och vägbyggnad, användning av bekämpningsmedel samt habitatsförlust till följd av boskapsuppfödning och uppodling.